# Terrone
 (juin 2020).

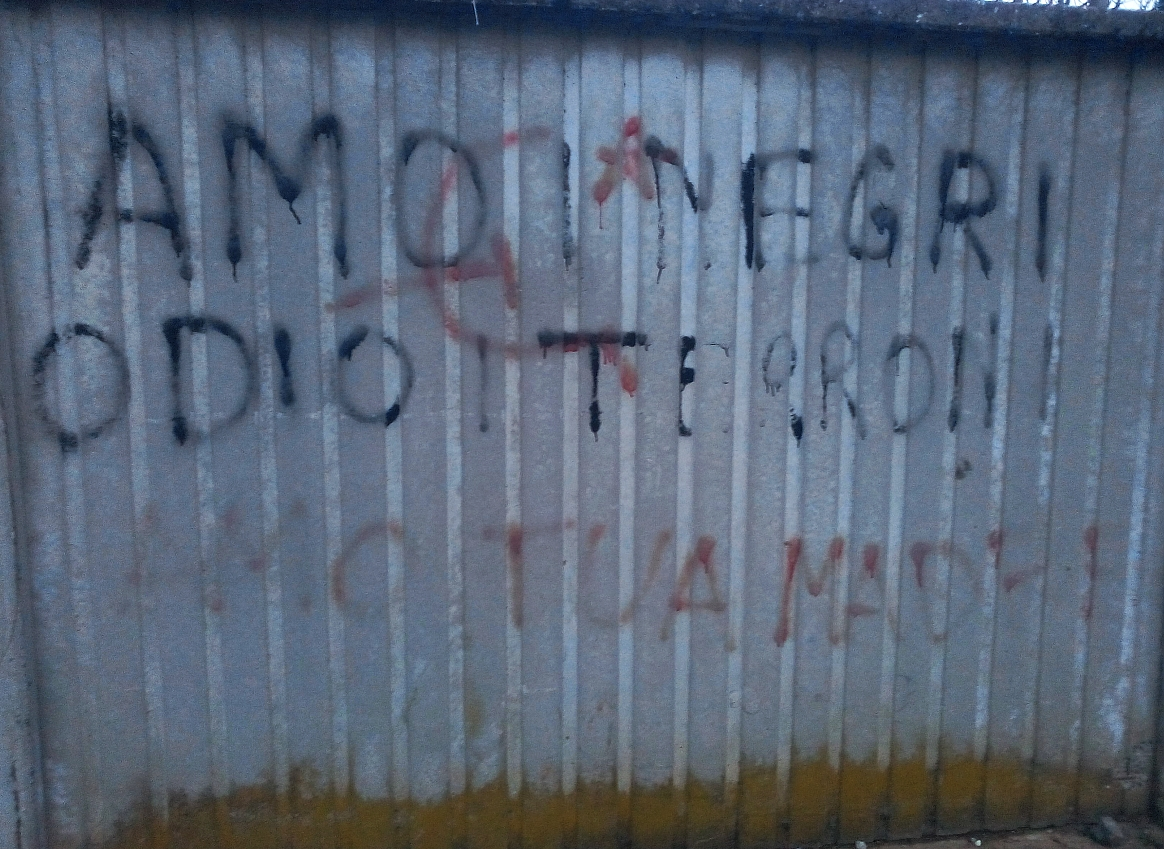
Graffiti séparatiste à Caselet (Piémont) disant amo i negri, odio i terroni (« J'aime les Noirs, je déteste les terroni »).

Terrone (prononcé : [terˈroːne] ; pluriel terroni, féminin terrona) est un terme italien (souvent désobligeant ) pour les personnes  résidant dans le sud de l'Italie.

## Origine
Le terme vient du mot terra (italien pour « terre »). Il a été historiquement utilisé, après l'unification italienne, pour décrire les propriétaires de l'ancien royaume des Deux-Siciles, soulignant le fait qu'ils bénéficiaient d'un type de propriété foncière, le latifundium, par lequel ils possédaient la terre sans la travailler. Le mot signifie également « personne d'une terre [comme le sud de l'Italie] sujette aux tremblements de terre ».

## Terme péjoratif
Jusqu'aux années 1950, le terme terrone garde le sens classiciste de « paysan », « personne travaillant la terre ». Même les personnes migrant de la région alors rurale de la Vénétie vers la Lombardie plus industrialisée étaient surnommées terroni del nord (« terroni du nord »). Cependant, avec le miracle économique italien, quand un grand nombre de gens du Mezzogiorno ont migré vers le nord de l'Italie (en particulier la région du « triangle industriel »), le terme a commencé à être utilisé comme épithète pour les désigner. De terrone a dérivé Terronia (la terre des Terroni) et l'adjectif terronico (tout ce qui touche aux Terroni).
L'épithète implique souvent l'apparition de stéréotypes négatifs pour la personne étiquetée de cette manière, comme  la paresse, l'ignorance et le manque d'hygiène.
De même, avec une référence particulière à certains argots, le terme a pris le sens d'une personne grossière manquant de bonnes manières, comme les mots villano, burino et cafone. En outre, le terme est généralement associé à certains traits somatiques, phénotypiques et physiques, tels que le teint olive, la petite taille, les joues hautes et d'autres caractéristiques plus courantes dans le sud de l'Italie que dans le nord.